# Caelius Aurelianus
Caelius Aurelianus (parfois francisé en Célius Aurélien) était un médecin romain, originaire de Sicca Veneria en Afrique romaine, qui vécut au Ve siècle. 

## Médecine
Les conceptions médicales de Caelius Aurelianus étaient celles de la secte des Méthodiques. 
Son œuvre constitue une source essentielle pour la connaissance de cette école de médecine antique. Il a notamment traduit en latin les ouvrages médicaux grecs de Soranos d'Éphèse qui était un contemporain de Galien. La part d'adaptation et d'originalité de Caelius dans cette traduction reste cependant discutée. 
Selon Jackie Pigeaud, Caelius est plus qu'un simple traducteur : si ses textes et son style sont difficiles, il fournit une foule de renseignements sur les médecins méthodistes, leur technique et leur pratique, comme sur les théories et les philosophies médicales (rapport entre philosophie et rhétorique en médecine, théories de la perception, du rêve et de la mémoire).
Son œuvre nous est essentiellement connue par les éditions qui en furent faites à l'époque de la Renaissance.

## Éditions de ses œuvres
- Tardarum passionum libri V, Bâle, 1529, in-folio ;
- Acutarurn passionum libri III, Paris, 1533, réunis par Johann Conrad Amman, Amsterdam, 1709, et par Albertus von Haller, Lausanne, 1774.
- Caelius Aurelianus, On acute diseases and on chronic diseases, I.E. Drabkin éd., The University of Chicago Press, Chicago, 1950.
- Caelius Aurelianus, Akute Kra nkheiten. Buch I-III. Chronische Krankheiten, Buch I-V. (CMG VI, 1, 1-2), 2 vol., G. Bendz et I. Pape éd., Akademie Verlag, Berlin, 1990-1993 Compte-rendu de la Revue d'histoire de la pharmacie sur Persée.fr